# عصفور الملك الغربي
عصفور الملك الغربي (الاسم العلمي: Tyrannus verticalis) (بالإنجليزية: Western Kingbird)‏ هو نوع من الطيور يتبع جنس عصفور الملك من فصيلة عصافير الملك.